# Jacques Dupont
Jacques Dupont (Lézat-sur-Lèze, 19 giugno 1928 – Saint-Jean-de-Verges, 4 novembre 2019) è stato un ciclista su strada e pistard francese.
Professionista dal 1950 al 1959, nel 1948 fu medaglia d'oro olimpica nel chilometro ai Giochi della XIV Olimpiade di Londra.

## Carriera
Membro della nazionale olimpica francese che partecipò a Londra 1948, vinse due medaglie fra cui l'oro nella competizione del chilometro da fermo. Passò professionista nel 1950, con molte aspettative che confermò inizialmente imponendosi nella Parigi-Tours del 1951; da qui partì però una lenta crisi con poche vittorie in corse francesi anche se di buon livello. Ritornò alla vittoria di prestigio nel campionato nazionale del 1954, seguita da uno splendido bis a Tours nel 1955, che gli permise di conquistare anche il Nastro giallo ed una tappa al Giro del Delfinato nel 1956, ma poi ebbe di nuovo la crisi ed il definitivo declino, con vittorie solo in circuiti e corse nazionali.

## Palmarès

### Pista
- 1948 (dilettanti)

Giochi olimpici, Chilometro
Campionati francesi, Inseguimento individuale
- 1949 (dilettanti)

Campionati francesi, Inseguimento individuale

### Strada
- 1948 (dilettanti)

Campionati francesi militari, Prova in linea
- 1949 (dilettanti)

Paris-Briare
- 1951

Grand Prix de la Soierie - Charlieu
Parigi-Tours
- 1952

Circuit de l'Indre
- 1954

Campionati francesi, Prova in linea
Circuit de l'Indre
- 1955

Grand Prix d'Esperaza
Parigi-Tours
- 1956

1ª tappa Critérium du Dauphiné Libéré
Grand Prix de Saint Raphael
Circuit de La Châtre
- 1957

Circuit des Boucles de la Seine
- 1958

Tour du Loiret
Le Boucau

#### Altri successi
- 1955

Circuit de l'Aulne (Criterium)

## Piazzamenti

### Grandi Giri
- Tour de France

1952: ritirato (6ª tappa)
1953: fuori tempo (18ª tappa)
1955: ritirato (5ª tappa)

### Classiche monumento
- Milano-Sanremo

1952: 112º
1953: 13º
1954: 13º
1956: 34º
- Giro delle Fiandre

1952: 9º
1953: 7º
1957: 11º
1958: 16º
- Parigi-Roubaix

1952: 5º
1955: 9º
1956: 12º
1957: 10º
1958: 11º
- Liegi-Bastogne-Liegi

1951: 67º
- Giro di Lombardia

1952: 13º
1955: 11º
1957: 16º

### Competizioni mondiali
- Campionati del mondo su strada

Lussemburgo 1952 - In linea: ritirato
Lugano 1953 - In linea: ritirato
Solingen 1954 - In linea: ritirato
Frascati 1955 - In linea: ritirato
Copenaghen 1956 - In linea: 9º
Waregem 1957 - In linea: 26º
- Campionati del mondo su pista

Amsterdam 1948 - Inseguimento Dilettanti: 2º
- Giochi olimpici

Londra 1948 - Chilometro: vincitore
Londra 1948 - Cronometro a squadre: 3º

## Riconoscimenti
- Nastro giallo: 1955